# 陸寶蓀
陸寶蓀（1927年—），台灣軍事人物，中華民國海軍中將。浙江省臨海縣人，國防部中山科學研究院電子研究所所長、國防部中正理工學院院長、駐荷蘭特任代表、駐印尼特任代表。

## 生平
1927年出生於浙江省臨海縣，20歲（1947年）在家鄉回浦高中畢業後赴南京投考海軍機械學校電機系電訊組就讀。在海軍服務共11年，1959年調回母校（改制為「海軍專科學院」）擔任電子工程學系系主任（以上尉軍階承擔上校編階職務，在位3年半，其間通過晉升校官考試升為海軍少校），申請到美國伊利諾州西北大學全額研究獎學金赴美深造，5年中先後獲得碩士及博士學位。
1979年為國防部中山科學研究院羅致返國服務，15年期間歷任電子研究所副所長、計畫處處長及電子研究所所長，於計畫處處長任內晉陞為海軍少將。在電子研究所前後約11年中領導國防電子科技研究發展，成效卓著，多次榮獲勳獎。其中所主持建立電子作戰系統，強化防衛力量，尤為國軍所重視。1984年奉調出任國防部中正理工學院院長（在任3年半），晉陞中將。
1981至1984年間，擔任「國際電機電子工程師學會中華民國分會」（IEEE Taipei Section）財務長。
1987年年底受命轉任外交，奉派海牙出任駐荷蘭特任代表，歷時4年半。繼之派駐印尼，長達6年7個月。

## 家庭
- 長子陸潔民，臺灣畫廊協會理事長、資深顧問、拍賣官。[1][4][5][6][7][8]
- 次子陸愷民[1]
- 三子陸琬民[1]

### 腳註
1. 1 2 3 4 5 6 7  《從北海到南洋：中將外交官陸寶蓀博士回憶錄》 （页面存档备份，存于），news  （页面存档备份，存于），作者：陸寶蓀，出版社：典藏藝術家庭，出版日期：2005/12/28，ISBN 986-751-965-5
2. ↑  . IEEE Taipei section.   [2024-06-10]. （原始内容存档于2024-06-17）.
3. ↑  . 國際電機電子工程師學會中華民國分會」（IEEE Taipei Section.   [2024-06-10]. （原始内容存档于2024-06-23）.
4. ↑  清玨雅集. . 中央通訊社. 2012年3月9日  [2014年1月14日]. （原始内容存档于2016年3月6日）.
5. ↑  吳垠慧. . 中國時報. 2013年11月10日. （原始内容存档于2014年1月15日）. 他回首轉行20年心路歷程，出版傳記《Jimmy Lu優游藝術路：陸潔民的鑑賞心、收藏情》。　陸潔民曾任畫廊協會祕書長、中央美院客座教授、廣播主持和拍賣官等工作，雖然不是科班出身，陸潔民發揮「講得一口好藝術」的專長四處演講，「我的工作就是把不懂藝術的引進門」。 陸潔民1957年生於高雄左營，父親陸寶蓀曾任中正理工學院院長，派駐荷蘭、印尼的外交官。陸潔民幼年和滿族後裔的外公、外婆住在眷村，外公把玩的滿人扳指、揉手舒筋活血的老核桃，成了日後古玩收藏的啟蒙。　1990年陸潔民取得美國西北理工大學（加州）電機工程碩士，也在矽谷當工程師，他懷抱美國夢，貸款買美式大洋房，忍受循環式作息生活，直到拜師中國工筆畫家趙秀煥，生命開始轉了彎。
6. ↑  1111人力銀行. . 中央通訊社. 2014年1月14日  [2014年1月14日]. （原始内容存档于2016年3月5日）.
7. ↑  1111人力銀行. . 東森新聞. 2014年1月14日  [2014年1月14日]. （原始内容存档于2017年8月25日）.
8. ↑  .   [2014-01-14]. （原始内容存档于2016-03-04）.